# Odechowiec
Odechowiec – wieś w Polsce położona w województwie mazowieckim, w powiecie radomskim, w gminie Skaryszew. Ma status sołectwa.
| SIMC    | Nazwa     | Rodzaj    |
| ------- | --------- | --------- |
| 0637298 | Wyglądała | część wsi |

Prywatna wieś szlachecka Odachowiec, położona była w drugiej połowie XVI wieku w powiecie radomskim województwa sandomierskiego. W latach 1975–1998 miejscowość administracyjnie należała do województwa radomskiego.
Wierni Kościoła rzymskokatolickiego należą do parafii Zwiastowania Najświętszej Maryi Panny w Odechowie.